# Stora Dyrön
Stora Dyrön is een plaats en eiland in de gemeente Tjörn in het landschap Bohuslän en de provincie Västra Götalands län in Zweden. De plaats heeft 272 inwoners (2005) en een oppervlakte van 23 hectare.